# 1942: Joint Strike
1942: Joint Strike è un videogioco sparatutto a scorrimento verticale pubblicato nel 2008 da Capcom per Xbox 360 e PlayStation 3. Il videogioco è un remake di 1942 sviluppato da Backbone Entertainment, già autrice di Wolf of the Battlefield: Commando 3, seguito di Commando.
La colonna sonora, realizzata da Norihiko Hibino, è ispirata a 1943: The Battle of Midway.

## Modalità di gioco
Il videogioco si presenta come uno sparatutto a scorrimento molto simile a 1942, sebbene tragga alcune caratteristiche dai titoli seguenti, in particolare 1941: Counter Attack e 19XX: The War Against Destiny. Al contrario degli altri giochi della serie, che presentano un rapporto d'aspetto di 3:4 (o nel caso di 1944: The Loop Master a 4:3), 1942: Joint Strike è sviluppato in 16:9.

## Accoglienza
Il videogioco è stato criticato per l'eccessiva brevità. Nel 2011 il videogioco ha venduto oltre 119 000 unità su Xbox Live.